# D'espairsRay
D'espairsRay ou DéspairsRay (ディスパーズレイ, Disupaazurei) foi uma banda japonesa de visual kei, de um estilo que tende ao gótico industrial. Foi formada em 1999 por Hizumi, Karyu, Zero e Tsukasa, integrantes que se mantiveram até o fim. Depois de anunciarem um hiatus no segundo semestre de 2010 por causa de um problema na garganta do vocalista, 15 de junho de 2011 relataram o fim oficial da banda.
Em 29 de julho de 2014 eles se apresentaram de surpresa num evento da banda Angelo. Em 2025, eles se apresentarão no Cross Road Fest em 15 de novembro de 2025 no Makuhari Messe, 11 anos após sua última reunião.

## Integrantes
- Hizumi – vocal
- Karyu – guitarra, líder
- Zero  – baixo
- Tsukasa – bateria

## Discografia

### Álbuns
- Coll:set (29 de Junho de 2005)
- MIRROR (11 de Abril de 2007)
- REDEEMER (11 de Março de 2009)
- IMMORTAL (29 de Dezembro de 2009)
- MONSTERS (28 de Julho de 2010)
- antique (13 de Abril de 2011)

### EP
- Kumo (蜘蛛, , 21 de Outubro 2000)
- Genwaku (眩惑, 1 de Abril, 2001)
- Terrors (21 de Julho de 2001)
- Sexual Beast (5 de Junho de 2002)
- BORN (28 de Abril de 2004)

### Singles
- Maverick (12 de Fevereiro de 2003)
- Garnet (12 de Novembro de 2003)
- Gemini (1 de Setembro de 2004)
- Garnet (19 de Outubro de 2005)
- Kogoeru Yoru ni Saita Hana (凍える夜に咲いた花, 5 de Abril de 2006)
- Squall (14 de Março de 2007)
- BRILLIANT (14 de Maio de 2008)
- KAMIKAZE (6 de Agosto de 2008)
- FINAL CALL (9 de Setembro de 2009)
- LOVE IS DEAD (14 de Abril de 2010)

### DVD
- Murder Day (23 de Setembro de 2004)
- The World Outside the Cage (8 de Março de 2006)
- Live Tour 06 (Liquidize) (20 de Dezembro de 2006)
- Spiral Staircase #15 (5 de Setembro de 2007)
- Closer to ideal-Brand new scene- (29 de Dezembro de 2009)
- Human-clad Monsters FINAL (13 de Abril de 2011)

### VHS
- Ura video (clip) (25/01/2003)
- Ura video (clip) (29/01/2002)

### Demo tape
- Ura mania Theater  (21 de Janeiro de 2002)
- RAZOR (26 de Setembro de 2000)
- Sakura (29 de Janeiro de 2000)
- 「S」yste「M」 (28 de Janeiro de 2000)
- [ao] (26 de Dezembro de 1999)

### Photobooks
- LIQUIDIZE (2005 - 2006.)